# Josephine Dunn

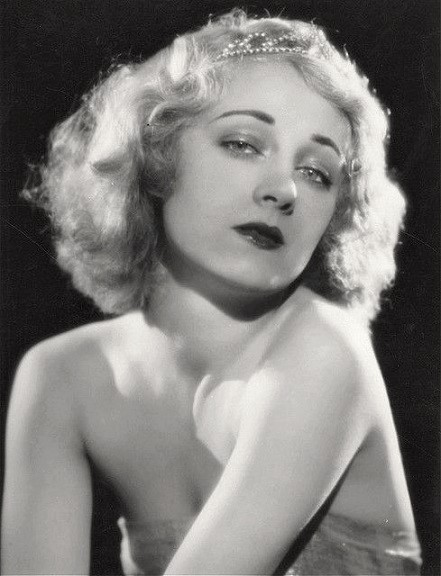
Josephine Dunn (um 1930)

Mary Josephine Dunn (* 1. Mai 1906 in New York City, New York; † 3. Februar 1983 in Thousand Oaks, Kalifornien) war eine US-amerikanische Schauspielerin der 1920er und 1930er Jahre.

## Leben
Josephine Dunn wuchs in ihrer Geburtsstadt New York auf und besuchte das dortige Holy Cross Convent, eine katholische Mädchenschule. Im Alter von 14 Jahren wurde sie Chormädchen im Winter Garden Theatre. Nach den ersten Erfolgen brach Dunn die Schule ab und widmete sich fortan ausschließlich dem Theater. Unter anderem trat sie bei den Ziegfeld Follies und am Broadway auf.
Ihre erste kleine Filmrolle erhielt Dunn 1926 in der Stummfilm-Komödie Fascinating Youth. Sie absolvierte ihren Schulabschluss an der Paramount Pictures School, die von Paramount Pictures für deren Jungdarsteller ohne Schulabschluss eingerichtet wurde. 1927 erhielt Dunn ihre erste Hauptrolle in Love’s Greatest Mistake. Nach einer weiteren Hauptrolle in Fireman, Save My Child nahm sie eine neunmonatige Pause und wechselte anschließend zu Metro-Goldwyn-Mayer.
Dunn drehte auch Filme für andere Studios. So spielte sie 1927 die weibliche Hauptrolle an der Seite von Al Jolson im von Warner Brothers produzierten Der singende Narr, einer Fortsetzung des überaus erfolgreichen Der Jazzsänger aus demselben Jahr, die jedoch nicht am Erfolg des Vorgängers anknüpfen konnte.
Bis 1929 wirkte Josephine Dunn in insgesamt 23 Stummfilmen mit. In diesem Jahr wurde sie zu einem der WAMPAS Baby Stars gewählt. 1930 gelang ihr im Gegensatz zu vielen anderen Darstellern der Stummfilmzeit ein erfolgreicher Übergang zum Tonfilm. Sie blieb noch bis 1938 als Schauspielerin aktiv und zog sich anschließend ins Privatleben zurück.
Josephine Dunn nahm mehrfach an Treffen des Algonquin Round Table teil. Sie war viermal verheiratet: Von 1925 bis 1928 mit dem Ingenieur William P. Cameron, von Januar bis Oktober 1931 mit dem Geschäftsmann Clyde Greathouse und von 1933 bis 1935 mit Eugene J. Lewis. Diese ersten drei Ehe wurden allesamt geschieden. Die vierte Ehe mit Carroll Case hielt von 1935 bis zu dessen Tod im Jahr 1978.
Josephine Dunn lebte in Thousand Oaks, wo sie am 3. Februar 1983 im Alter von 76 Jahren an einer Krebserkrankung starb. Die Schauspielerin wurde an der Seite ihres Mannes in einem Kolumbarium auf dem Westwood Village Memorial Park Cemetery bestattet.

## Filmografie (Auswahl)
- 1926: Fascinating Youth
- 1926: It’s the Old Army Game
- 1926: The Sorrows of Satan
- 1927: Love’s Greatest Mistake
- 1927: Fireman, Save My Child
- 1927: Laurel und Hardy: With Love And Hisses (With Love and Hisses, Kurzfilm)
- 1927: Die Rekord- und Herzensbrecherin (Swim Girl, Swim)
- 1927: Die Tochter des Scheichs (She’s a Sheik)
- 1927: Bin ich ihr Typ? (Get Your Man)
- 1928: Der singende Narr (The Singing Fool)
- 1928: Excess Baggage
- 1929: The Sin Sister (verschollen)
- 1929: China Bound
- 1929: Black Magic
- 1929: Melody Lane
- 1929: Moderne Mädchen (Our Modern Maidens)
- 1929: Big Time
- 1930: Madonna of the Streets
- 1932: Murder at Dawn
- 1932: Forbidden Company
- 1932: Eine Stunde mit Dir (One Hour with You)
- 1932: Frechheit siegt (Fast Life)
- 1932: Big City Blues